# Peangtarn Plipuech
Peangtarn "Earth" Plipuech (tailandés: เพียงธาร ผลิพืช; Nació el 15 de noviembre de 1992) es una jugadora de tenis profesional tailandesa.
Su mejor clasificación en la WTA fue la número 262 del mundo, que llegó el 26 de septiembre de 2016. En dobles alcanzó número 104 del mundo, que llegó el 26 de septiembre de 2016. Hasta la fecha, ha ganado cuatro individuales y veinticuatro títulos de dobles en el ITF tour.
La hermana de Plipuech, Plobrung es una jugadora de tenis junior.
En enero de 2022, hizo su debut en un cuadro principal de Grand Slam en dobles luego de recibir un wildcard junto a Aldila Sutjiadi.

## Títulos WTA (0; 0+0)

### Dobles (0)
| Leyenda                    |
| -------------------------- |
| Grand Slam (0)             |
| Juegos Olímpicos (0)       |
| WTA Tour Championships (0) |
| Premier Mandatory (0)      |
| Premier 5 (0)              |
| Premier (0)                |
| International (0)          |

#### Finalista (3)
| N.º | Fecha                    | Torneos | Superficie | Pareja          | Oponentes en la final                | Resultado |
| --- | ------------------------ | ------- | ---------- | --------------- | ------------------------------------ | --------- |
| 1.  | 26 de septiembre de 2016 | Seúl    | Dura       | Akiko Omae      | Kirsten Flipkens Johanna Larsson     | 2-6, 3-6  |
| 2.  | 24 de septiembre de 2017 | Seúl    | Dura       | Luksika Kumkhum | Kiki Bertens Johanna Larsson         | 4-6, 1-6  |
| 3.  | 14 de septiembre de 2023 | Seúl    | Dura       | Luksika Kumkhum | Marie Bouzková Bethanie Mattek-Sands | 2-6, 1-6  |

## Títulos WTA 125s

### Dobles (3–1)
| Resultado | Fecha                  | Torneos | Superficie    | Pareja          | Oponentes                            | Resultado           |
| --------- | ---------------------- | ------- | ------------- | --------------- | ------------------------------------ | ------------------- |
| Campeona  | 8 de agosto de 2021    | Concord | Dura          | Jessy Rompies   | Usue Maitane Arconada Cristina Bucșa | 3–6, 7–6(5), [10–8] |
| Campeona  | 21 de agosto de 2021   | Chicago | Dura          | Eri Hozumi      | Mona Barthel Yu-chieh Hsieh          | 7-5, 6-2            |
| Finalista | 6 de noviembre de 2021 | Midland | Dura (i)      | Aldila Sutjiadi | Harriet Dart Asia Muhammad           | 3-6, 6-2, [7-10]    |
| Campeona  | 14 de julio de 2024    | Bastad  | Tierra batida | Tsao Chia-yi    | María Carlé Julia Riera              | 7–5, 6–3            |